# 栗原隆 (予備校講師)
栗原 隆（くりはら たかし、1960年〈昭和35年〉 - ）は、日本の予備校講師。東進ハイスクール古文科講師。専攻は日本古典文学・日本語学。群馬県出身。
日本語教育に文献学的な方法を取り入れ、言語類型論や認知言語学を応用した授業を行っている。

## 経歴
1960年、群馬県新田郡生まれ。同志社大学文学部美学芸術学専攻卒業。國學院大學文学部卒業。國學院大學大学院文学研究科博士後期課程中退。
駿台予備学校古文科講師を経て、2012年度より東進ハイスクール・東進衛星予備校古文科講師。

## 著書

### 単著
- 『ボーダーを超える古文』（駿台文庫、1997年）
- 『頻出古文単語250 フローチャートで覚える』（駿台文庫、1999年12月）ISBN 4796114858
- 『基礎徹底 そこが知りたい古文』（駿台文庫、2010年）
- 『栗原の古文単語教室』（ナガセ、2019年）
- 『東進 共通テスト実戦問題集 国語〔古文〕』（ナガセ、2021年）